# لورنس
لورنس (انگلیسی: Lowrance) شرکت الکترونیک آمریکایی است، که در سال ۱۹۵۷ تأسیس شد.